# Campionati europei di salto ostacoli 2003
I Campionati europei di salto ostacoli 2003 si sono svolti a Donaueschingen, in Germania. 

## Podi
| Evento           | Oro               | Argento         | Bronzo        |
| Gara individuale | Christian Ahlmann | Ludger Beerbaum | Marcus Ehning |
| Gara a squadre   | Germania          | Francia         | Svizzera      |

## Medagliere
| Posiz. | Nazione  | Oro | Argento | Bronzo | Totale |
| ------ | -------- | --- | ------- | ------ | ------ |
| 1      | Germania | 2   | 1       | 1      | 4      |
| 2      | Francia  | 0   | 1       | 0      | 1      |
| 3      | Svizzera | 0   | 1       | 0      | 1      |
| Totale | Totale   | 2   | 2       | 2      | 6      |